# Ivan Močinić
Ivan Močinić (Fiume, 30 aprile 1993) è un ex calciatore croato, di ruolo centrocampista.

## Biografia
Suo nonno materno era un italiano d'Istria, originario di Gallignana; ha frequentato a Fiume le scuole elementari in lingua italiana. È tifoso dell'Inter dal 1997, anno dell'arrivo nel club milanese di Ronaldo.

## Caratteristiche tecniche
Centrocampista fisico, dotato di buona tecnica individuale e di ottima visione di gioco, è molto abile nelle verticalizzazioni; può essere schierato sia come mediano che come mezzala. Per le sue caratteristiche è stato paragonato ad Andrea Pirlo.

## Carriera

### Club
Cresciuto nel Rijeka, squadra della sua città natale, il 17 luglio 2016 viene acquistato dal Rapid Vienna, con cui firma un quadriennale.
Il 22 aprile 2021 da svincolato firma un contratto biennale che lo lega al Sebenico.

### Nazionale
Convocato per il Mondiale del 2014, ha dovuto rinunciare alla partecipazione a causa di un infortunio alla caviglia, venendo sostituito da Milan Badelj. Ha esordito con la nazionale croata il 17 novembre 2015, nell'amichevole vinta per 1-3 contro la Russia.

## Statistiche

### Presenze e reti nei club
Statistiche aggiornate al 26 dicembre 2017.
| Stagione            | Squadra             | Campionato          | Campionato | Campionato | Coppe nazionali | Coppe nazionali | Coppe nazionali | Coppe continentali | Coppe continentali | Coppe continentali | Altre coppe | Altre coppe | Altre coppe | Totale | Totale |
| Stagione            | Squadra             | Comp                | Pres       | Reti       | Comp            | Pres            | Reti            | Comp               | Pres               | Reti               | Comp        | Pres        | Reti        | Pres   | Reti   |
| ------------------- | ------------------- | ------------------- | ---------- | ---------- | --------------- | --------------- | --------------- | ------------------ | ------------------ | ------------------ | ----------- | ----------- | ----------- | ------ | ------ |
| 2011-2012           | Rijeka              | 1. HNL              | 13         | 1          | CC              | 0               | 0               | -                  | -                  | -                  | -           | -           | -           | 13     | 1      |
| 2012-2013           | Rijeka              | 1. HNL              | 19         | 1          | CC              | 1               | 0               | -                  | -                  | -                  | -           | -           | -           | 20     | 1      |
| 2013-2014           | Rijeka              | 1. HNL              | 29         | 2          | CC              | 7               | 0               | UEL                | 11                 | 1                  | -           | -           | -           | 47     | 3      |
| 2014-2015           | Rijeka              | 1. HNL              | 19         | 0          | CC              | 5               | 0               | UEL                | 2                  | 0                  | SC          | 0           | 0           | 26     | 0      |
| 2015-2016           | Rijeka              | 1. HNL              | 31         | 0          | CC              | 2               | 0               | UEL                | 1                  | 0                  | -           | -           | -           | 34     | 0      |
| lug. 2016           | Rijeka              | 1. HNL              | 1          | 0          | CC              | -               | -               | UEL                | -                  | -                  | -           | -           | -           | 1      | 0      |
| Totale Rijeka       | Totale Rijeka       | Totale Rijeka       | 112        | 4          |                 | 15              | 0               |                    | 14                 | 1                  |             | 0           | 0           | 141    | 5      |
| 2016-2017           | Rapid Vienna        | BL                  | 14         | 0          | CA              | 2               | 0               | UEL                | 8                  | 0                  | -           | -           | -           | 24     | 0      |
| 2017-2018           | Rapid Vienna        | BL                  | 0          | 0          | CA              | 0               | 0               | -                  | -                  | -                  | -           | -           | -           | 0      | 0      |
| Totale Rapid Vienna | Totale Rapid Vienna | Totale Rapid Vienna | 14         | 0          |                 | 2               | 0               |                    | 8                  | 0                  |             | -           | -           | 24     | 0      |
| Totale carriera     | Totale carriera     | Totale carriera     | 126        | 4          |                 | 17              | 0               |                    | 22                 | 1                  |             | 0           | 0           | 165    | 5      |

### Cronologia presenze e reti in nazionale
| Cronologia completa delle presenze e delle reti in nazionale ― Croazia | Cronologia completa delle presenze e delle reti in nazionale ― Croazia | Cronologia completa delle presenze e delle reti in nazionale ― Croazia | Cronologia completa delle presenze e delle reti in nazionale ― Croazia | Cronologia completa delle presenze e delle reti in nazionale ― Croazia | Cronologia completa delle presenze e delle reti in nazionale ― Croazia | Cronologia completa delle presenze e delle reti in nazionale ― Croazia | Cronologia completa delle presenze e delle reti in nazionale ― Croazia |
| Data                                                                   | Città                                                                  | In casa                                                                | Risultato                                                              | Ospiti                                                                 | Competizione                                                           | Reti                                                                   | Note                                                                   |
| ---------------------------------------------------------------------- | ---------------------------------------------------------------------- | ---------------------------------------------------------------------- | ---------------------------------------------------------------------- | ---------------------------------------------------------------------- | ---------------------------------------------------------------------- | ---------------------------------------------------------------------- | ---------------------------------------------------------------------- |
| 17-11-2015                                                             | Rostov sul Don                                                         | Russia                                                                 | 1 – 3                                                                  | Croazia                                                                | Amichevole                                                             | -                                                                      |                                                                        |
| Totale                                                                 |                                                                        | Presenze                                                               | 1                                                                      |                                                                        | Reti                                                                   | 0                                                                      |                                                                        |

## Palmarès

### Club

#### Competizioni nazionali
- Coppa di Croazia: 1

Rijeka: 2013-2014
- Supercoppa di Croazia: 1

Rijeka: 2014